# Ebenhausen (Pfeffenhausen)
Ebenhausen ist ein Ortsteil des Marktes Pfeffenhausen im niederbayerischen Landkreis Landshut.

## Geographie und Verkehrsanbindung
Der Weiler liegt nördlich des Kernortes Pfeffenhausen an der Kreisstraße LA 57. Unweit westlich verläuft die B 299. 

## Sehenswürdigkeiten
In der Liste der Baudenkmäler in Pfeffenhausen ist für Ebenhausen ein Baudenkmal aufgeführt:
- Die katholische Filialkirche St. Ulrich, ein spätgotischer Backsteinbau aus dem 15. Jahrhundert, ist eine Saalkirche mit eingezogenem Chor. Der westliche Dachreiter trägt einen Spitzhelm.